# McLaren
McLaren Racing er et britisk motorsportsteam, som holder til i Woking, Surrey, i England. Det blev grundlagt af Bruce McLaren (1937-1970). McLaren er først og fremmest kendt som en af de mest succesfulde konstruktører i F1, men har også deltaget i IndyCar, Can-Am, 24 timersløbet i Le Mans.
Teamets nuværende navn er McLaren Mercedes, og er en del af McLaren Racing, som igen er en del af McLaren Group
Efter to skuffende sæsoner fortsatte de dårlige resultater og problemer med holdbarhed af motoren i 2017 sæsonen og i september blev det offentliggjort at McLaren fra 2021 sæsonen ikke længere ville samarbejde med Renualt, men fremover vil benytte motorer fra Mercedes AMG .
Igennem en længere årrække var Ron Dennis teamchef, men han blev i sommeren 2017 købt ud af foretagendet i en større handel. Dennis var teamchef igennem 37 år, og fratrådte samtidigt sin post i den bestyrelse, som han et år tidligere var blevet tvunget til at fratræde som formand for.
I 1990 grundlage de McLaren Cars for at producere og markedsføre personbiler, baseret på teamets racingerfaringer.
Fra 1974 til 1996 var McLarens titelsponsor Marlboro, og fra 1997 til 2005 var deres titelsponsor West, en tysk tobak.
Fra 2007 til 2013 var McLarens titelsponsor Vodafone.
Fra 2015 til 2017 kørte McLaren med Honda-motor.
Fra 2018 til 2020 kørte McLaren med Renualt motor
Fra 2021 skiftede McLaren igen til Mercedes motor
McLarens 2015-sæson var en skuffende start for dem, da de havde problemer med deres bil og motor flere gange i vintertesten og i træninger. De blev elimineret fra første kvalifikationsrunde fra Australien, og Jenson Button var sidst i løbet. I Malaysia var de igen elimineret af Q1 og i løbet udgik de begge McLaren-biler. De blev elimineret igen i Q1 i Kina men begge Button og Alonso kunne nå målstregen. Alonso var 12. plads og Button 13. plads, men Button havde en time-penalty og var klassificeret 14. plads. I Bahrain nåede de den anden kvalifikationsrunde, da Alonso var niendehurtigst i Q1 og så kvalificerede han 14. plads i Q2. Button kunne ikke starte løbet og Alonso var 11. plads i løbet foran 6 biler.

## Kørere siden 1996
- 1996-2001: Mika Häkkinen, David Coulthard
- 2002-2004: David Coulthard, Kimi Räikkönen
- 2005: Kimi Räikkönen, Juan Pablo Montoya
- 2006: Kimi Räikkönen, Juan Pablo Montoya, Pedro de la Rosa
- 2007: Fernando Alonso, Lewis Hamilton
- 2008-2009: Heikki Kovalainen, Lewis Hamilton
- 2010-2012: Jenson Button, Lewis Hamilton
- 2013: Jenson Button, Sergio Pérez
- 2014: Jenson Button, Kevin Magnussen
- 2015: Jenson Button, Fernando Alonso, Kevin Magnussen
- 2016: Jenson Button, Fernando Alonso
- 2017-2018: Fernando Alonso, Stoffel Vandoorne
- 2019-2020: Carlos Sainz Jr., Lando Norris
- 2021-2022 Daniel Ricciardo, Lando Norris
- 2023-d.d. Oscar Piastri, Lando Norris

## Kørere som er blevet verdensmester for McLaren
- 1974:  Emerson Fittipaldi
- 1976:  James Hunt
- 1984:  Niki Lauda
- 1985-1986:  Alain Prost
- 1988:  Ayrton Senna
- 1989:  Alain Prost
- 1990-1991:  Ayrton Senna
- 1998-1999:  Mika Häkkinen
- 2008:  Lewis Hamilton